# Louis-Godefroi d'Estrades
Pour les articles homonymes, voir D'Estrades.
Le comte Louis-Godefroi d'Estrades est un noble français, né avant 1683. Il succède à son père comme maire perpétuel de Bordeaux en février 1711 et occupe cette charge jusqu'à sa mort le 18 août 1717 quelques jours après qu'un boulet lui a emporté la jambe près de Belgrade.

## Biographie
Louis-Godefroi d'Estrades est le fils aîné du marquis Louis d'Estrades et de sa première épouse Charlotte-Thérèse de Runes. Il nait avant octobre 1682, date du décès de sa mère.
Il épouse Charlotte Le Normand-du-Fort en 1691 et en a cinq enfants, dont Louis-Godefroi second du nom qui succédera à son père comme maire de Bordeaux à sa mort.
Il est colonel d'un régiment de dragons à la bataille de Luzzara en Italie en 1702 et est promu lieutenant-général des armées du roi en 1710.
Il hérite les titres et charges accordés à sa famille à la mort de son père, et notamment celle de maire perpétuel de Bordeaux. Peu intéressé par l'administration de la ville, il poursuit sa carrière militaire en Allemagne, en Flandre, en Hongrie, en Turquie. Dans un fort dans un marais lors de la bataille de Belgrade contre les Turcs, un coup de canon lui arrache la jambe le 4 août 1717 : il meurt le 18 des suites de cette blessure.

## Mandature
Courant les champs de bataille et les ambassades, Louis-Godefroi d'Estrades ne réside que rarement à Bordeaux, concerné seulement par la rente annuelle de 20 000 livres qu'il perçoit à la suite de ses grand-père et père.